# Ahmad Zaki Abu Sádi
Ahmad Zaki Abu Sádi (arab betűkkel أحمد زكي أبو شادي – Aḥmad Zakī Abū Šādī; Kairó, 1892. február 9. – Washington, 1955. április 12.) egyiptomi arab költő, kritikus, esszéista volt.

## Élete
Igen fiatalon kezdett el verselni Halíl Mutrán hatására: első kötetét 15 éves korában adták ki. 1912–1922 között Londonban orvostudományt tanult, és hazatérve az alexandriai egyetemen lett tanszékvezető bakteriológus. 1946-ban az Amerikai Egyesült Államokba emigrált. New Yorkban letelepedve az ottani arabok újságjait szerkesztette, illetve az Amerika Hangja rádió arab irodalmi adásának vezetője lett.

## Munkássága
Az emigráns arab irodalom egyik vezéralakjaként a pánarabizmus híve volt, alkotásaiban is kiállt az arab egység eszméje mellett. Költészetére elsősorban a romantika és a szimbolizmus, illetve különösen az angol Shelley és Keats munkássága hatott. Szakított a hagyományos arab versformával, helyette kompozíciós egységre törekedett verseiben. Irodalomszervezőként is jelentős munkát vitt végbe: az általa alapított Apollo nevű irodalmi társaság (1931) és az azonos című lap számos, különböző stílusban alkotó irodalmárt gyűjtött össze. Mintegy húsz verseskötete mellett több operája, cikkgyűjteménye és tanulmánya jelent meg. 
Főbb kötetei: Zajnab (1924); Vatan al-Faráina („A fáraók hazája”, 1926); Min asz-Szamá („Az égből”, 1949).